# プレイメイト・オブ・ザ・イヤー一覧
アメリカ合衆国の雑誌『プレイボーイ』のプレイメイト・オブ・ザ・イヤー一覧

## 年度別一覧

### 1960 - 1969
- 1960年: エレン・ストラットン（Ellen Stratton）
- 1961年: リンダ・ギャンブル（Linda Gamble）
- 1962年: クリスタ・スペック（Christa Speck）
- 1963年: ジューン・コクラン（June Cochran）
- 1964年: ドナ・ミッチェル（Donna Michelle）
- 1965年: ジョー・コリンズ（Jo Collins）
- 1966年: アリソン・パークス
- 1967年: リサ・ベイカー
- 1968年: アンジェラ・ドリアン（Angela Dorian）
- 1969年: コニー・クレスキ（Connie Kreski）

### 1970 - 1979
- 1970年: クローディア・ジェニングス（Claudia Jennings）
- 1971年: シャロン・クラーク（Sharon Clark）
- 1972年: リヴ・リンデランド
- 1973年: マリリン・コール（Marilyn Cole）
- 1974年: シンディ・ウッド（Cyndi Wood）
- 1975年: マリリン・ラング（Marilyn Lange）
- 1976年: リリアン・ミューラー
- 1977年: パティ・マクガイア（Patti McGuire）
- 1978年: デブラ・ジョー・フォンダレン（Debra Jo Fondren）
- 1979年: モニーク・St・ピエール（Monique St. Pierre）

### 1980 - 1989
- 1980年: ドロシー・ストラットン
- 1981年: テリー・ウェルズ（Terri Welles）
- 1982年: シャノン・トゥイード
- 1983年: マリアンヌ・グラヴァット（Marianne Gravatte）
- 1984年: バーバラ・エドワーズ（Barbara Edwards）
- 1985年: カレン・ヴェレス（Karen Velez）
- 1986年: キャシー・シャワー（Kathy Shower）
- 1987年: ドナ・エドマンソン（Donna Edmondson）
- 1988年: インディア・アレン（India Allen）
- 1989年: キンバリー・コンラッド（Kimberley Conrad）

### 1990 - 1999
- 1990年: レニー・テニソン（Reneé Tenison）
- 1991年: リサ・マシューズ（Lisa Matthews）
- 1992年: コリーナ・ハーニー（Corinna Harney）
- 1993年: アンナ・ニコル・スミス
- 1994年: ジェニー・マッカーシー
- 1995年: ジュリー・リン・シャリーニ（Julie Lynn Cialini）
- 1996年: ステイシー・サンチェス（Stacy Sanches）
- 1997年: ヴィクトリア・シルヴステッド
- 1998年: カレン・マクドゥーガル
- 1999年: ヘザー・コーザー（Heather Kozar）

### 2000 - 2009
- 2000年: ジョディ・アン・パターソン
- 2001年: ブランド・ロデリック（Brande Roderick）
- 2002年: ダリーン・カーティス
- 2003年: クリスティーナ・サンチャゴ（Christina Santiago）
- 2004年: カルメッラ・ディセザーレ（Carmella DeCesare）
- 2005年: ティファニー・ファロン（Tiffany Fallon）
- 2006年: カーラ・モナコ（Kara Monaco）
- 2007年: サラ・ジーン・アンダーウッド
- 2008年: ジェイド・ニコル
- 2009年: イーダ・ヤングビスト

### 2010 - 2019
- 2010年: ホープ・ドラーシク
- 2011年: クレア・シンクレア（Claire Sinclair）
- 2012年: ジャクリーン・スウェドバーグ（Jaclyn Swedberg）
- 2013年: Raquel Pomplun
- 2014年: Kennedy Summers[1]
- 2015年: Dani Mathers
- 2016年: Eugena Washington
- 2017年: Brook Power
- 2018年: Nina Daniele
- 2019年: Jordan Emanuel